# 雷钦
雷钦（1914年—2014年11月17日），福建省上杭县人，中国人民解放军少将。
早年参加中国工农红军，担任华北军区司令部通讯联络处政治委员、旅政治委员、第二野战军驻武汉办事处主任、军委总后勤部军械部副政治委员、第六十四军190师政委职，参加了反围剿战役、长征、渡江战役等。1961年，晋升为少将军衔。荣获二级八一勋章、二级独立自由勋章、二级解放勋章和一级红星功勋荣誉章。